# Adamanthea
Adamanthea je v řecké mytologii nymfa, která pomohla ukrýt boha Dia před jeho otcem Kronem. Její jméno vychází z řeckých slov ἀδάμας (adamas - nezkrotná) a θεά (thea - bohyně).

## Mytologie
Adamanthea spolu s kozí-nymfou Amaltheiou ctěny jako pěstounky Dia. Z důvodu proroctví bohyně Gaii o svržení Krona jeho vlastními dětmi, Kronos své děti požíral. Po narození Dia jeho matka Rheia podstrčila Kronovi místo svého syna kámen zabalený do plenek a Dia ukryla a svěřila do opatrovnictví nymfě Adamantheje.